# Archimedes zu den drei Reißbrettern

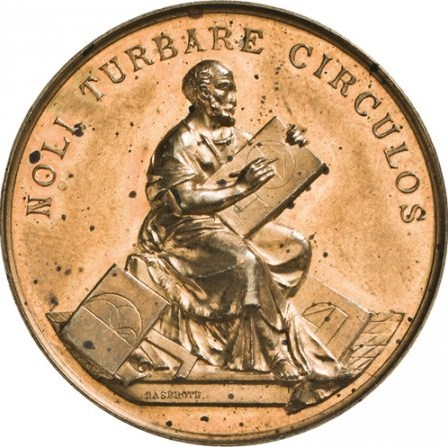
Bijou von 1892

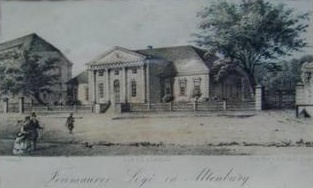
Das Logenhaus um 1850

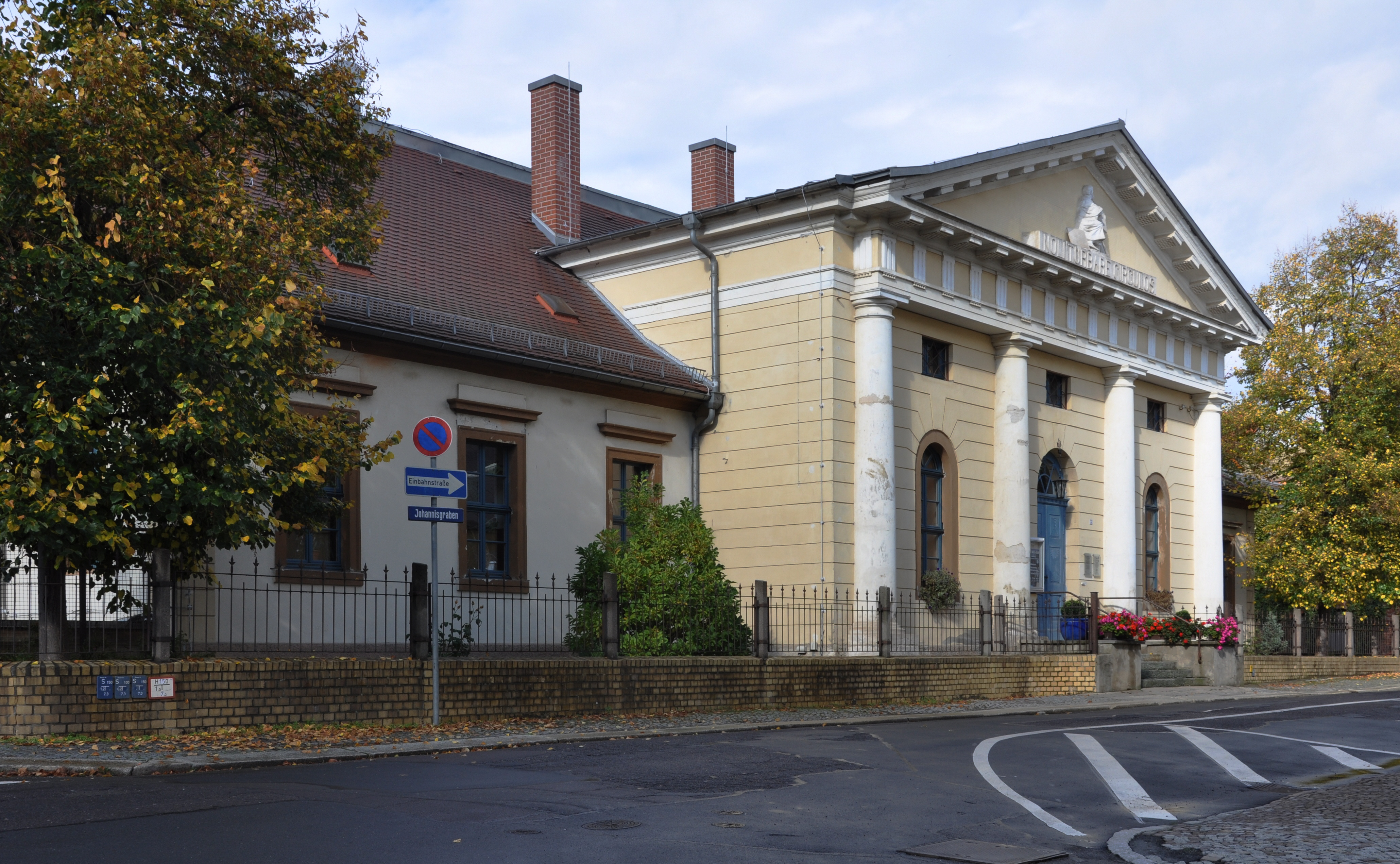
Das Logenhaus 2014

Archimedes zu den drei Reißbrettern (ursprünglich: Archimedes zu den drey Reißbretern) ist eine am 31. Januar 1742 gegründete reguläre Freimaurerloge in Altenburg.

## Geschichte
Die Loge wurde am 31. Januar 1742 als 7. Loge in Deutschland (nach Hamburg, Dresden, Berlin, Bayreuth, Breslau und Leipzig) gegründet. Die Dresdner Großloge „Aux trois Aigles blancs“ (deutsch: „Zu den drei Weißen Adlern“) teilte ihr den Namen „La Loge aux trois planches à tracer - Die Loge zum drey Reiss-Brettern“ zu. Sie war die erste Loge in Deutschland, die ihre Tempelarbeiten nicht in französischer, sondern in deutscher Sprache durchführte. Am 9. April wurde Prinz Ludwig Ernst von Sachsen-Gotha-Altenburg, der Bruder des regierenden Herzogs Friedrich II., aufgenommen. 1746 entstand das erste deutsche Liederbuch für Freimaurer mit dem Titel „Freimäurer-Lieder“ vom Logenmitglied Ludwig Friedrich Lenz. Das Titelblatt zeigt Archimedes mit der Umschrift „NOLI TURBARE CIRCULOS (meos)“ (deutsch: Störe meine Kreise nicht). 1775 trat die Loge der kurz zuvor gegründeten Großen Landesloge der Freimaurer von Deutschland in Berlin bei und Herzog Ernst II. von Sachsen-Gotha-Altenburg wurde zum Landesgroßmeister gewählt. Ab 1786 führte die Loge den Namen Archimedes zu den drey Reißbretern.
1798 empfahl Bruder Johann Friedrich Pierer die Errichtung einer Bibliothek. Er wurde 1801 Stuhlmeister, erarbeitet ein neues Ritual und entwarf eine eigene Konstitution, die 1803 angenommen wurde. 1802 erfolgte der Ankauf eines Grundstückes zum Bau des noch bestehenden Logenhauses im Johannisgraben, das zwei Jahre später eingeweiht wurde. 1803 erfolgte die Herausgabe des „Journals für Freimaurer“ und die Errichtung einer Deputationsloge in Gera. 1808 schloss die „Literarische Gesellschaft“ in Altenburg einen Mietvertrag mit der Loge ab. 1812 beendete Johann Friedrich Pierer seine zwölfjährige Stuhlmeisterzeit. Sein Sohn Heinrich August Pierer, Besitzer der Hofburg-Druckerei und Begründer und Herausgeber von „Pierer‘s Konversations-Lexikon“ wurde Mitglied.
1813 nahmen die Brüder von Blücher, Scharnhorst, Gneisenau und Ribbentrop, preußische Offiziere im Einsatz gegen Napoleons Truppen, an einer Tempelarbeit teil. 1820 erfolgte die Gründung eines Brudervereins in Eisenberg. Von 1823 bis 1828 erschien die „Zeitschrift für Freimaurer“. 1824 erfolgte die Gründung einer Logensparkasse, die noch Anfang 1900 noch unter dem Namen „Altenburger Sparbank“ bestand. 1831 beschloss die Loge, „dass den Israeliten die Aufnahme in den Bund prinzipiell nicht zu versagen sei“. 1842 feierte die Loge ihr hundertjähriges Bestehen. Sie hatte bis dahin 642 Mitglieder. 1846 wurde das seit 1803 erscheinende „Journal für Freimaurer“ in „Freimaurer-Zeitung“ umbenannt.
1863 trat eine neue Logen-Verfassung in Kraft, gleichzeitig wird die Loge zur juristischen Person erklärt. 1892 feierte die Loge unter Teilnahme von 165 Gästen aus anderen Orienten und 3 Großmeistern ihr 150. Stiftungsfest.
Im April 1933 fanden die letzten freimaurerischen Arbeiten statt. Am 14. November 1935 beschloss die Loge in Gegenwart von 2 Gestapobeamten zwangsweise ihre Auflösung. Nach 1945 könnte trotz der Bemühungen ehemaliger Archimedes-Mitglieder keine neue Loge gegründet werden, da die Freimaurerei in der DDR verboten blieb.
1992 gründeten ehemalige Mitglieder der Loge den freimaurischen Verein „Archimedes zu den 3 Reißbrettern“. Am 18. November 1999 wurde der Verein durch die Großloge der Alten Freien und Angenommenen Maurer von Deutschland (Distrikt Baden-Württemberg) als Freimaurerloge reaktiviert.

## Bekannte Mitglieder
- Prinz Ludwig Ernst von Sachsen-Gotha-Altenburg (1707–1763)
- Ludwig Friedrich Lenz (1717–1780)
- Gebhard Leberecht von Blücher (1742–1819, Ehrenmitglied 1814)
- Ernst II. von Sachsen-Gotha-Altenburg (1745–1804)
- August von Sachsen-Gotha-Altenburg (1747–1806)
- Johann Friedrich Pierer (1767–1832)
- Friedrich von Ribbentrop (1768–1841, Ehrenmitglied 1814)
- Heinrich Clauren (1771–1854)
- Karl Christian Friedrich Krause (1781–1832)
- Heinrich August Pierer (1794–1850)
- Karl Back (1799–1869, Meister vom Stuhl 1838–1844, Ehrenmitglied)